# سیارک ۹۱۷۲
سیارک ۹۱۷۲ (به انگلیسی: 9172 Abhramu، نامگذاری:1989OB) نه هزار و صد و هفتاد و دومین سیارک کشف شده‌است که در ۲۹ ژوئیه ۱۹۸۹ کشف شد.
قدر مطلق سیارک برابر ۱۶٫۵۰ است.